# Station Tessenderlo
Station Tessenderlo is een goederenstation langs de Belgische spoorlijn 17 (Diest - Beringen-Mijn) in Tessenderlo. Tussen Tessenderlo en Diest is er nog goederenverkeer mogelijk. Het gebouw werd vroeger gebruikt door Tessenderlo Chemie. Sinds 2018 is het in privébezit.
0,0: Diest ·
1,6: Schaffen ·
6,5: Deurne ·
9,7: Tessenderlo ·
13,0: Kwaadmechelen ·
16,0: Oostham ·
20,0: Heppen ·
21,3: Beringen-Mijn